# Pehčevo
Pehčevo (in macedone Пехчево?) è un comune situato nella parte orientale della Macedonia del Nord. La sede municipale si trova a Pehčevo. 
Il comune confina con Delčevo e Berovo a ovest e con la Bulgaria a est.

## Geografia
Il comune si estende a ovest della montagna di Malečevo, che segna il confine con la Bulgaria. Il territorio è attraversato dal fiume Bregalnica e da un suo affluente, il Pehčevska, che attraversa la città. Questi corsi d'acqua formano la grande valle di Malečevo, la quale si trova a 980 m sul livello del mare.
Pehčevo ha un clima continentale piuttosto freddo. Il comune fa registrare una media di 672,2 mm di precipitazioni, che si verificano principalmente in primavera. La neve può cadere da ottobre a maggio. La nebbia è rara e i venti provengono da nord e da nord-ovest.
Il sottosuolo di Pehčevo contiene più di 14 milioni di tonnellate di argilla. Possiede anche alcuni giacimenti di quarzo, ferro e carbone. Un'altra ricchezza del comune è il legno, poiché dispone di 6.775 ettari di foresta. I suoi fiumi forniscono acqua pulita e abbondante, una risorsa fondamentale per l'irrigazione.

## Società

### Evoluzione demografica
Secondo il censimento nazionale del 2002 il comune ha 3.237 abitanti. I principali gruppi etnici sono:
- Macedoni: 3067
- Rom: 123
- Turchi: 31
- Serbi: 6
- Aromuni: 2
- Altri: 8

## Località
Il territorio comunale comprende le seguenti località:
- Pehčevo
- Crnik
- Negrevo
- Pančarevo
- Robovo
- Umlena
- Čiflik

## Storia

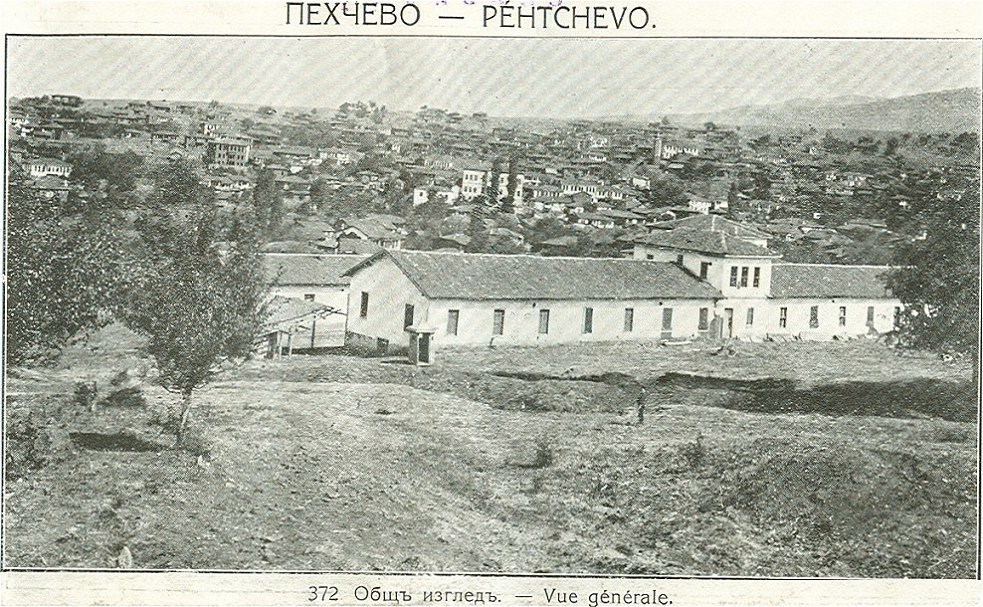
Pehčevo all'inizio del XX secolo

Ci sono due ipotesi sull'etimologia del toponimo. Secondo la prima il nome deriverebbe da peytcho, parola che designa l'ovile negli antichi dialetti slavi locali. La seconda ipotesi si basa sul fatto che i Romani sfruttassero il minerale di ferro presente nella regione, e sostiene che il nome della città derivi dal termine pechtchi, che designa le fornaci minerarie. L'estrazione del ferro è nuovamente attestata dopo l'invasione turca, avvenuta intorno al 1394. Nel 1580 gli Ottomani aprirono anche una miniera. Tra la fine del XIX e l'inizio del XX secolo, Pehčevo faceva parte del Vilayet del Kosovo dell'Impero Ottomano.
 La crescita della cittadina fu ostacolata nel 1904 da un terremoto. Quest'ultimo, di grado 10 della scala Mercalli, distrusse quasi completamente Pehčevo. Nel 1913, al termine delle guerre balcaniche, la città venne incorporata al Regno di Serbia, che nel 1918 si unì al Regno dei Serbi, Croati e Sloveni (nel 1929 ribattezzato Regno di Jugoslavia).
Nel 1922 molti serbi, aderenti al Patriarcato di Costantinopoli, arrivarono come profughi da Gallipoli turca e parte di questi (1.100) furono reinsediati a Pehčevo. Dal 1929 al 1941 la cittadina fece parte della Banovina del Vardar. 
Dal 1941 al 1944, durante l'occupazione nazista della Jugoslavia durante la Seconda guerra mondiale, Pehčevo, insieme alla maggior parte della Macedonia di Vardar, fu annessa al Regno di Bulgaria. 
Fino al 31 maggio 2020 il comune era accorpato al distretto di Berovo; il 1º giugno dello stesso anno è stato istituito ed è divenuto operativo il distretto di Pehčevo, avente come unico comune Pehčevo. Il capoluogo distrettuale è la città omonima.

## Cultura e turismo

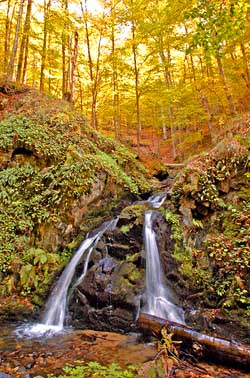
La cascata della Ravna Reka a Pehčevo

La principale istituzione culturale di Pehčevo è la Casa della Cultura Yané Sandanski. Organizza spettacoli teatrali e musicali, mette in mostra il patrimonio locale e dispone di una biblioteca. 
Il turismo locale si concentra principalmente sulla natura, dal momento che il comune ha un paesaggio boscoso e montuoso, con cascate, sentieri escursionistici e piste ciclabili.